# Solanka (zupa)

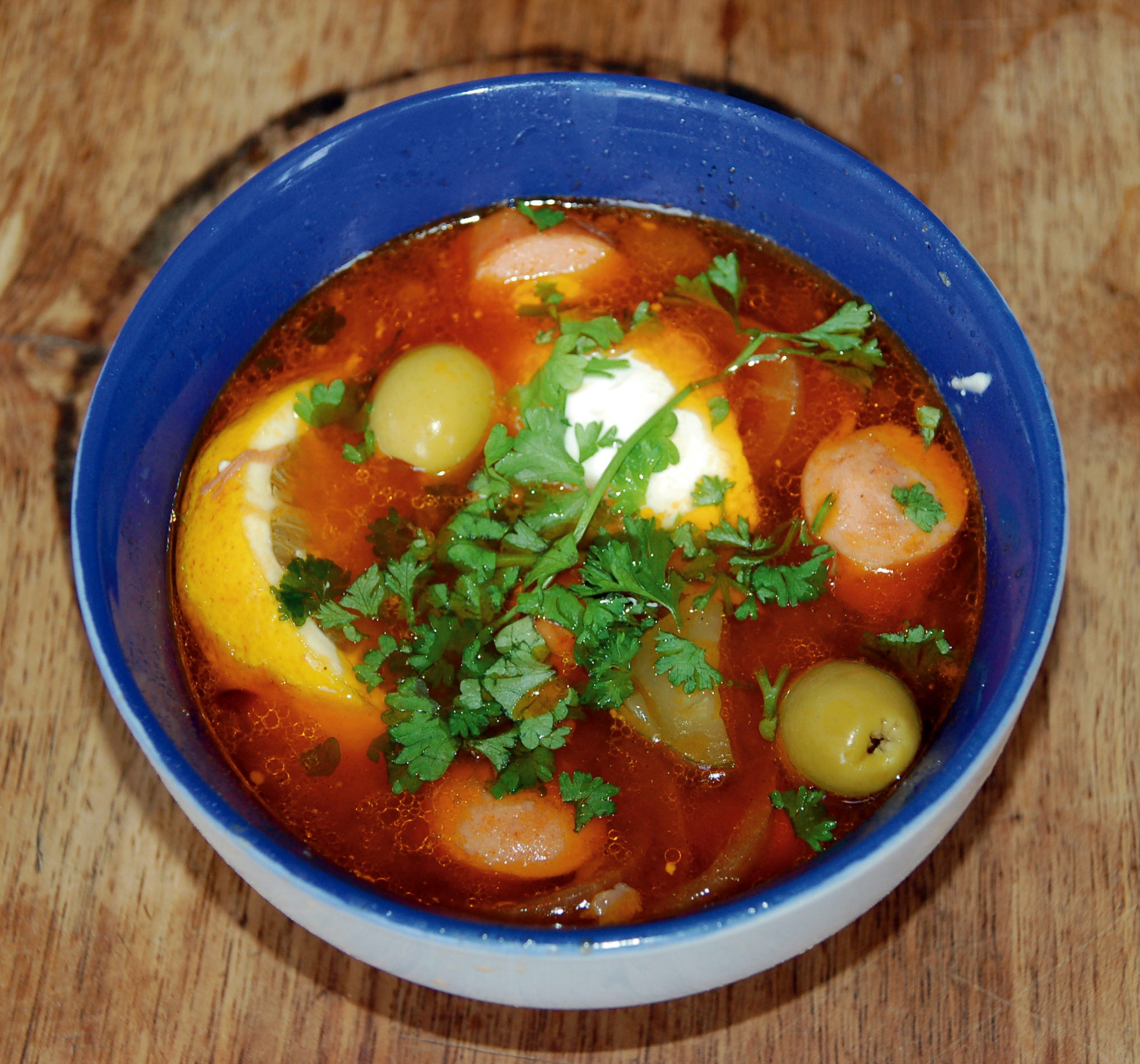
Solanka z oliwkami

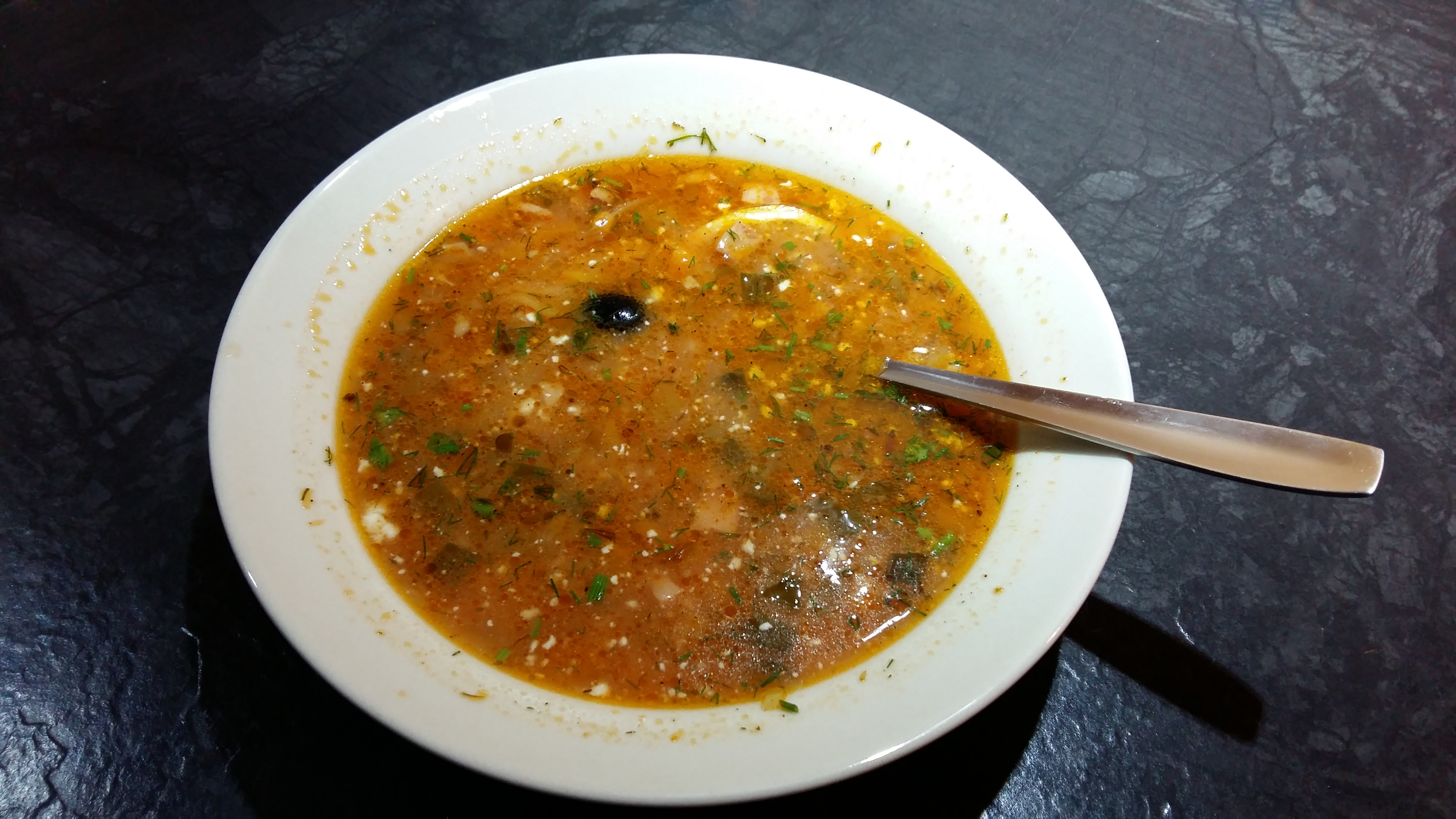
Solanka mięsna w barze ukraińskim Kalejdoskop w Krakowie.

Solanka (ros. солянка) – tradycyjne danie kuchni rosyjskiej i ukraińskiej, gęsta zupa, ugotowana na mięsnym, rybnym bądź grzybowym rosole z dodatkiem aromatycznych przypraw ziołowych. Łączy w sobie cechy szczi i zupy ogórkowej. Solankę uważano za potrawę chłopską.
Początkowo solankę przyrządzano na wywarze rybnym bez dodatków. Z biegiem czasu zaczęto dodawać do niego różne składniki, w wyniku czego smak zupy wyostrzał się. Aromat dania wzmacniano także dzięki dodaniu do wywaru kwasu chlebowego, wody po kiszeniu, kiszonych ogórków, a także cytryny, oliwek lub kaparów.
Współcześnie w zależności od wywaru wyróżnia się solankę mięsną, rybną lub grzybową. Niezależnie od wersji zupa powinna mieć słono-kwaśny smak, uzyskiwany dzięki dodatkom. Koniecznie dodaje się także śmietanę i dużo przypraw, zwłaszcza pieprzu, pietruszki i kopru, zazwyczaj też kapustę. Główny składnik zupy powinien być złożony z kilku odmian, a więc w solance mięsnej stosuje się kilka gatunków mięs (obsmażonych, gotowanych, wędzonych) i wędlin (przeważnie parówki) oraz słoninę. W solance rybnej stosuje się jednocześnie gotowaną, soloną i wędzoną rybę, najchętniej z ryb jesiotrowych. Podobnie grzybowa solanka winna być sporządzona z kilku rodzajów grzybów w różnym stanie (kiszonych, suszonych, marynowanych).
Oprócz Rosji zupa ta jest popularna w innych słowiańskich krajach byłego ZSRR, na Ukrainie i Białorusi, a także w tych byłych republikach ZSRR, gdzie są liczne diaspory Rosjan. Solanka była popularną zupą w restauracjach i stołówkach NRD.